# Musée de la photographie des Pays-Bas
Pour les articles homonymes, voir Musée de la photographie.
Le musée de la photographie des Pays-Bas (en néerlandais : Nederlands Fotomuseum, aussi abrégé en NFM) est un musée à Rotterdam, aux Pays-Bas principalement axé sur tous les aspects de la photographie. Il est situé depuis le 19 avril 2007 dans l'ancien bâtiment de l'atelier de la Holland America Line, appelé le bâtiment Las Palmas (nl), au Wilhelminakade (nl), dans le quartier de Kop van Zuid

## Historique
Le musée de la photographie des Pays-Bas fut fondé en 1989 sous le nom de « Nederlands Foto Archief » (« Archives de la photographie des Pays-Bas ») et a été subventionné par le gouvernement néerlandais. En 2003, il rouvre ses portes, grâce à une dotation de Hein Wertheimer, un riche avocat néerlandais et a été renommé « Nederlands Fotomuseum ».

## Collection
La collection du musée est composée de nombreuses images historiques, sociaux et culturels du XXe siècle à aujourd'hui, provenant non seulement des Pays-Bas mais aussi de diverses régions du monde. Le musée présente 150 pièces d'archive et une bibliothèque comprenant 120 000 images numériques. Le musée dispose également de grandes salles d'exposition et dispose d'un écran rotatif de l'histoire néerlandaise.

## Activités
En mai 2015, le musée de la photographie des Pays-Bas présente une importante exposition, coproduite avec le Palais des beaux-arts de Bruxelles (BOZAR, Centre for Fine Arts) et le musée de la photographie de Thessalonique (Grèce), intitulée Visages. le portrait photographique en Europe depuis 1990, réunissant notamment des photographies de Tina Barney, Anton Corbijn, Denis Darzacq, Luc Delahaye, Rineke Dijkstra, Jitka Hanzlová (en), Alberto García-Alix, Boris Mikhailov, Jorge Molder (pt), Anders Petersen, Paola De Pietri, Jorma Puranen (de), Thomas Ruff, Clare Strand, Beat Streuli, Thomas Struth, Juergen Teller, Manfred Willmann (de).